# Nguyễn Tiến Trọng
Nguyễn Tiến Trọng (né le 9 mars 1997) est un athlète vietnamien, spécialiste du saut en longueur.

## Carrière
Il porte son record personnel à 7,87 m à Hô-Chi-Minh-Ville, avant de remporter le titre lors des Jeux asiatiques en salle de 2017 à Achgabat.